# Tenom

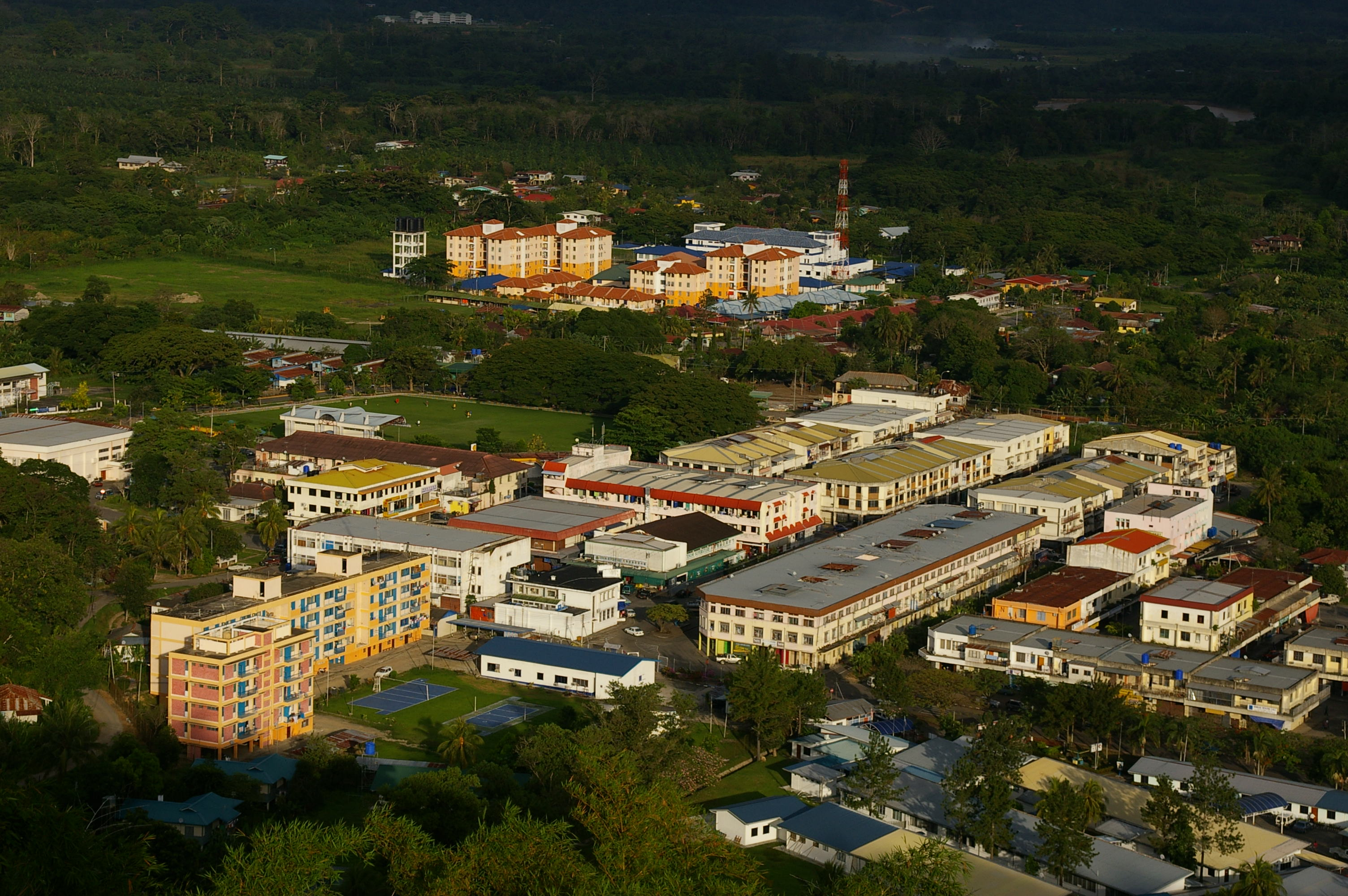
Zentrum der Stadt Tenom vom Perkasa Hotel aus gesehen

Tenom ist eine Stadt im malaysischen Bundesstaat Sabah. Sie gehört zum gleichnamigen Verwaltungsbezirk (Distrikt Tenom) und liegt 190 Kilometer Fahrstrecke südlich der Hauptstadt Kota Kinabalu. Die Stadt ist Teil des Gebietes Interior Division, das die Distrikte Beaufort, Keningau, Kuala Penyu, Nabawan, Sipitang, Tambunan und Tenom umfasst. In der Kolonialzeit war die Stadt als Fort Birch bekannt.

## Geographie
Tenom erstreckt sich über eine Fläche von 2.238 Quadratkilometern. Es grenzt an die Distrikte Keningau, Nabawan, Pensiangan, Beaufort, Papar und Kalimantan Indonesia. Das Klima ist tropisch mit Tagestemperaturen zwischen 23 °C und 31 °C.
Über 90 % des Gebiets um Tenom sind mit dichtem, holzreichem, tropischem Dschungel bedeckt. Tropischer Regenwald bedeckte ursprünglich das Flachland und die Hügel von Tenom. Nach gezielter Abholzung ist das Flachland heute in weiten Teilen in landwirtschaftliche Nutzfläche umgewandelt.

## Geschichte
Archäologische Untersuchungen von T. R. William (1962), Neville Seymour Haile (1963), A. H. Dumbelton und F. Wassey (1984) und Ian Crawton (1980) wiesen nach, dass Plätze wie die Penotal-Schlucht und Hügel der Crocker Ranges seit der Frühgeschichte der Menschheit bewohnt waren.
In der Neuzeit war Tenom war ursprünglich als Fort Birch bekannt, benannt nach dem britischen Residenten Ernest Woodford Birch (1901–1904). Der Name „Tenom“ als eigenständige Distriktsbezeichnung kam erst zwischen 1904 und 1906, nach der Fertigstellung der Eisenbahnlinie von Beaufort nach Melalap, auf.
Das Gebiet des heutigen Distrikts Tenom stand offiziell seit dem Jahr 1900 unter britischer Verwaltung. Der erste Verwalter war M. C. M. Weedon. Bis in die 1950er Jahre bestand Tenom aus wenigen strohgedeckten Holzhäusern und -läden. Die Entwicklung der Stadt begann in den 1960er Jahren. Die ersten zinkgedeckten Häuser entstanden. In den 1970er Jahren wurden viele alte Gebäude abgerissen und durch Ziegelhäuser ersetzt. Auch ein Kino wurde gebaut, aber erst in den 1990er Jahren erhöhte sich die Anzahl der Geschäftshäuser signifikant.
Im Zentrum von Tenom steht die Statue von Ontoros Antanom (1885–1915), der 1915 die Rundum-Rebellion der Murut gegen die britische Kolonialverwaltung im Distrikt Rundum anführte.

## Demographie
Die Bevölkerungszahl der Stadt gemäß dem Zensus von 2010 betrug 5.148 Einwohner.
Die Bevölkerung setzt sich aus den ethnischen Gruppen der Murut (17 %), der Han-Chinesen (23 %), der Malaien (10 %), der Kadazan-Dusun (14 %) und der Bajau (7 %) zusammen sowie einem kleinen Anteil anderer Ethnien wie Indonesier und Filipinos. Die Mehrzahl der Chinesen, Nachfahren von Immigranten aus Longchuan in Guangdong, entstammt der Volksgruppe der Hakka.

## Wirtschaft
Tenom ist eine der ältesten chinesischen Ansiedlungen in Sabah. Das fruchtbare Land hatte für die frühen chinesischen Immigranten, insbesondere für die traditionell landwirtschaftlich ausgerichteten Hakkas, eine besondere Anziehungskraft. Bis heute wird das Gebiet um Tenom vor allem landwirtschaftlich genutzt. Hauptsächlich werden Sojabohnen, Mais, Gemüse und Kakaobohnen angebaut.

## Verkehr

### Straßen
Tenom ist an das Bundesstraßennetz von Sabah angeschlossen. Die SA3 verbindet Tenom über Keningau und Tambunan mit Kota Kinabalu. Die im Jahr 2000 im 8th Malaysian Plan angekündigte Straßenanbindung an Beaufort („Fertigstellung 2005“) wurde hingegen bis heute nicht realisiert.

### Eisenbahn
Tenom ist Endhaltestelle der Eisenbahnstrecke Tanjung-Aru–Tenom der Sabah State Railway. Die Eisenbahnlinie durch das Padas-Tal stellt außerdem die kürzeste Verbindung mit Beaufort dar.

## Kultur

### Feste
Tenom ist multikulturell geprägt und vereint vielfältige Traditionen innerhalb seiner Bevölkerung. Die Murut-Kultur legt hohen Wert auf Höflichkeit, Zurückhaltung und Harmonie sowie auf harmonischen und herzlichen Umgang zwischen Familienmitgliedern, Nachbarn und der Gemeinde. Aus gegenseitigem Respekt für den Glauben und die Weltanschauungen der Mitbewohner werden in Tenom kulturelle und religiöse Feste wie Weihnachten, das Chinesische Neujahrsfest, Hari Raya, Erntedankfest, Ra Orou Napangan Nanantab und andere glücksverheissende Traditionen als allgemein wichtige Feste betrachtet. Pesta Kalimaran, das jährliche Fest der Murut-Gemeinde, wird ebenfalls in Tenom abgehalten.

### Handwerk
Aus Tenom stammen einige Musikinstrumente. Hergestellt werden Bronzegongs, Trommeln, tanggunggak (Bambusschlagröhre), seruling bambu (Bambusflöte) und tongkungon (Bambusröhrenzither).
Die in Tenom hergestellten kunsthandwerklichen Gegenstände haben meistens einen engen Bezug zum täglichen Leben. So werden Naturmaterialien wie Bambus, Rattan und Schilfgras kunstvoll in Bodenbeläge, Matten, Hüte und Körbe (barait) verwandelt.

## Sport

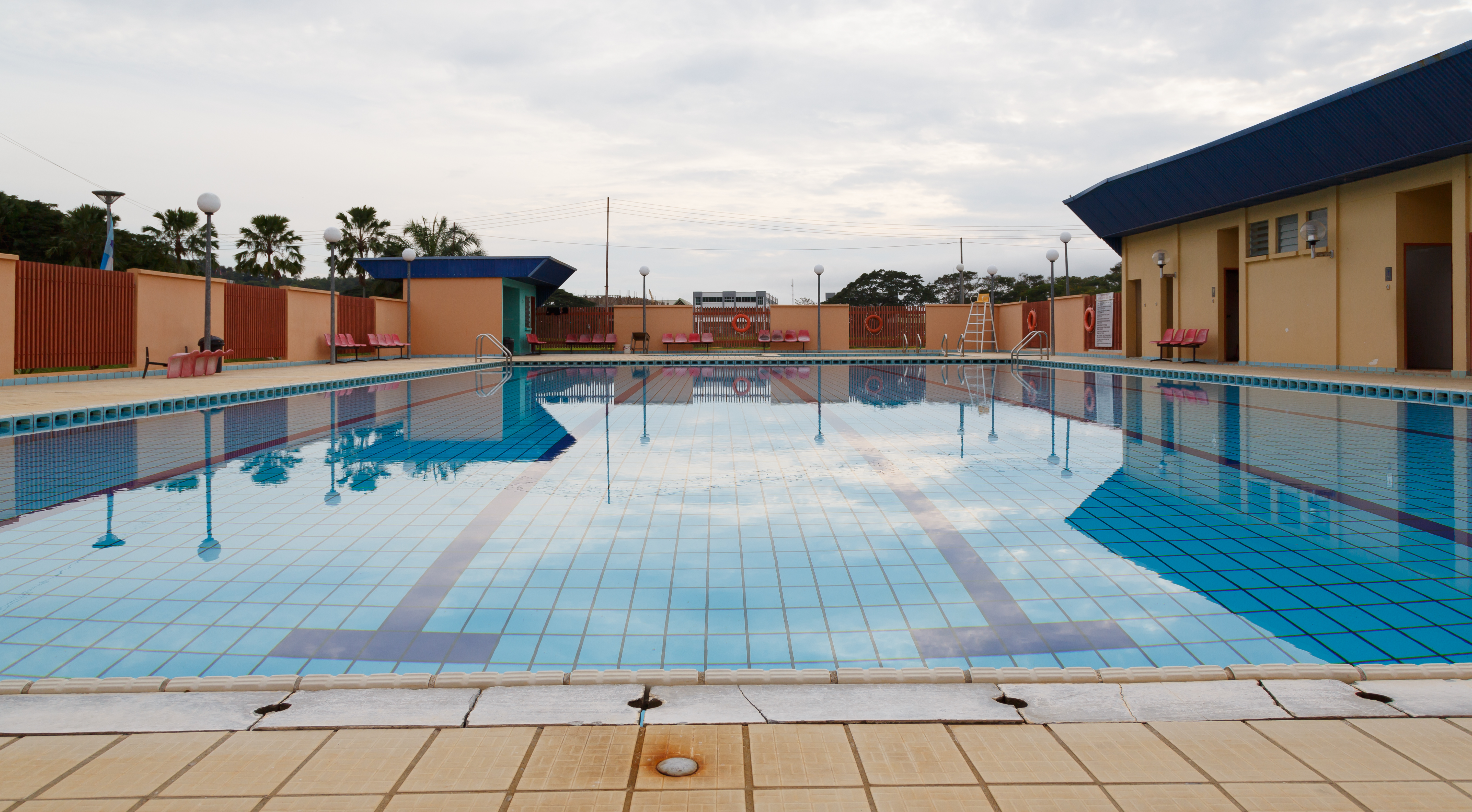
Schwimmerbecken im Freibad von Tenom

Für Sportaktivitäten steht in Tenom auf 16 Hektar Fläche ein Sportkomplex zur Verfügung. Das im Januar 1980 genehmigte Projekt kostete 3,2 Millionen Ringgit. Der Sportkomplex wurde am 15. Februar 1984 eröffnet. Die Anlagen – Fußballfeld, Badmintonhalle und Schwimmbad – sind nicht nur den Sportvereinen, sondern auch der Öffentlichkeit zugänglich.

## Tourismus
Tenom gehört zu den reizvollsten Städten im Landesinneren von Sabah. Die Crocker Ranges, oft als „Rückgrat Sabahs“ bezeichnet, erheben sich beeindruckend am Horizont. Sie gehören zum Crocker Range Nationalpark. Die Stadt ist das Tor zu den Muruts, eine der großen Ethnien Sabahs. Sie sind bekannt für ihre Jagdtechnik mit Blasrohr und vergifteten Pfeilen, ihre Tänze (lansarang) und ausgeklügelten Hochzeitsrituale. Interessierte Besucher können die Murut im Murut Cultural Center erleben.
Der Bahnhof von Tenom ist Endpunkt einer abenteuerlichen Eisenbahnfahrt von Beaufort durch die Tenom Schlucht. Die Schlucht war geologisch gesehen ein Haarriss der Crocker Ranges, aber im Lauf von Jahrmillionen grub sich der Padas River tief ins Gestein. Die meisten Dörfer in der Schlucht sind noch heute ausschließlich mit den wenigen Zügen der Sabah State Railway zu erreichen, die den Windungen des Flusses auf einer schmalen Trasse am Rande der teilweise auf beiden Seiten hochaufragenden Schlucht folgen.
Aufgrund seiner Katarakte und Stromschnellen ist der Padas River ein beliebtes Ziel für Wildwasserabenteurer mit großen Schlauchbooten. Bei Pangi ist der Fluss angestaut; dort werden aus Wasserkraft 66 Megawatt Strom produziert.
In den Dschungelgebieten Sabahs wachsen mehr als 2000 Arten von Orchideen. Die Sammlung des Tenom Orchid Centre zeigt etwa 600 Arten in einem ihrer natürlichen Umgebung angepassten Biotop. Das Orchideenzentrum liegt nahe der Stadt, beim Sabah Agricultural Park (Lagud Sebrang Agriculture Research Station). Ganz in der Nähe befindet sich auch eine Ausstellung mit lebenden Nutzpflanzen wie etwa interessante tropische Früchte, Gewürzpflanzen und Getreidesorten.

## Persönlichkeiten
- Andre Anura (* 1999), Leichtathlet